# Église Saint-Étienne de Condrieu
L'église Saint-Étienne est l'église du village de Condrieu dans le département du Rhône. Dédiée à saint Étienne, elle dépend de la paroisse Bienheureux Frédéric Ozanam au pays de Condrieu de l'archidiocèse de Lyon, confiée à l'Institut du Verbe incarné.

## Histoire et description
Une première église est mentionnée au Ve siècle. Au XIIIe siècle, une église gothique est construite. Le tympan de la façade représente en bas la Cène et en haut la Crucifixion, avec des fragments de bas-relief roman. Il est classé aux monuments historiques en 1926. En 1410, il y huit prêtres qui desservent la paroisse. Les protestants ravagent l'église en 1562. Elle est reconstruite en 1588. En 1758, les trois nefs sont réaménagées et un nouveau clocher est élevé. En 1790, le curé refuse de prêter serment à la Constitution. L'église est fermée et le couvent nationalisé.
Les nouvelles orgues datent de 1905.